# 北格林福德聯足球會
北格林福德聯足球會（North Greenford United Football Club）是一支位於英格蘭格林福德的職業足球會，目前於英格蘭足球南部聯賽甲組（中部）角逐。

## 外部連結
- Official website（页面存档备份，存于）
- North Greenford United@Football Club History Database